# Cascade (Seicheles)
Cascade é um distrito das Seicheles localizado na região leste da Ilha de Mahé com uma área de 10.58 km².
Em 2021 a população de Cascade foi estimada em 3,871 habitantes, já de acordo com o censo de 2010 a população é de 4,267 habitantes dentre eles 2,084 sendo homens e 2,183 mulheres.